# Concepció Tarruella
Concepció Tarruella i Tomàs (Benavent de Lérida, 10 de diciembre de 1949 - 27 de marzo de 2024) fue una política española, diputada en el Parlamento de Cataluña en la IV y VI Legislaturas y en el Congreso de los Diputados en la IX y X Legislaturas. 

## Biografía
Diplomada en enfermería por la Escuela Universitaria Santa María de Lérida y en sanidad por el Instituto Carlos III de Madrid, ha trabajado como coordinadora de los dispensarios municipales de Magraners, La Bordeta, y Pardiñas. De 1984 a 1988 fue presidenta del Colegio Profesional de Diplomados en Enfermería de Lérida y vicetesorera del Consejo Catalán de Colegios Profesionales de Enfermería. Entre 1989 y 1992 fue jefe de área de Servicios Sociales de la Diputación de Lérida.
Militante de Unión Democrática de Cataluña, fue escogida diputada en las elecciones en el Parlamento de Cataluña de 1992, y estuvo de secretaria de la Comisión de Estudio sobre la Situación en Cataluña de la Inmigración de Trabajadores Extranjeros, vicepresidenta de la Comisión de Estudio de las Dificultades de la Utilización del Lenguaje de Signos, vicepresidenta de la Comisión de Estudio sobre el Sida. En 1994 renunció a su escaño cuando fue nombrada directora general de Atención a la Infancia, cargo que ocupó hasta 1997. De 1997 a 1999 fue delegada territorial del Departamento de Justicia en Lérida y miembro del Consejo del Audiovisual de Cataluña.
Fue elegida nuevamente diputada en las elecciones al Parlamento de Cataluña de 1999, y estuvo como vicepresidenta de la Comisión de Control Parlamentario de la Actuación de la Corporación Catalana de Radio y Televisión y de las Empresas Filiales. Después fue regidora del Ayuntamiento de Lérida (2004-2007) y diputada en las elecciones generales españolas de 2008 y 2011. Desde 2011 ha sido vocal suplente de la Diputación Permanente y portavoz titular de la Junta de Portavoces del Congreso de los Diputados.